# Kristdemokraternas partiledarval 2012
Kristdemokraternas partiledarval 2012 hölls den 28 januari 2012 på ett extrainsatt riksting. Göran Hägglund blev omvald till partiledare för Kristdemokraterna efter en omröstning mot utmanaren Mats Odell.

## Bakgrund
Göran Hägglund valdes till ny partiledare för Kristdemokraterna den 3 april 2004. På sommaren samma år bildade han och partiet tillsammans med de andra borgerliga riksdagspartierna Allians för Sverige. Alliansen enade partierna som tidigare haft svårt att komma överens och lyckades vinna riksdagsvalet 2006 och regeringsmakten. I regeringen Reinfeldt fick Kristdemokraterna tre ministerposter: Socialminister (Göran Hägglund), Äldre- och folkhälsominister (Maria Larsson) samt Kommun-, bostads- och finansmarknadsminister (Mats Odell). Regeringstiden och Allianssamarbetet gav partiet dåliga opinionssiffror, i perioder under 4%-spärren. I riksdagsvalet 2010 backade partiet till 5,6% av rösterna, vilket var det sämsta valresultatet sedan 1994. Alliansen fick dock stanna kvar vid regeringsmakten även om de förlorade sin majoritet i riksdagen. I och med den nya riksdagen beslutade partiet sig för att göra en ministerrockad där Mats Odell blev av med sina ministerposter i förmån för Stefan Attefall som blev civil- och bostadsminister. Det beslutet fattades av partiledaren Göran Hägglund. Efter riksdagsvalet 2010 fick partiet återigen dras med låga opinionssiffror runt eller under 4%-spärren.

## Kandidater
Valberedningens förslag av partiledare.
| Namn           | Född                                       | Bakgrund | Tillkännagivande | Ref.        | Nomineringar | Stöd |
| -------------- | ------------------------------------------ | --- | ---------------- | ----------- | ------------ | --- |
| Göran Hägglund | 27 januari 1959 (53 år) Degerfors, Sverige | Kristdemokraternas partiledare (2004–), Sveriges socialminister (2006–), Ledamot av Sveriges riksdag (1991–), Andre vice partiordförande (2003–2004), Gruppledare för Kristdemokraterna (1991–2002).                                                                                     | -                |             |              | Statssekreterare: Tidigare: - Sven Gunnar Persson Riksdagsledamöter: Nuvarande: - Anders Andersson - Anders Sellström - Désirée Pethrus - Irene Oskarsson - Otto von Arnold - Penilla Gunther Tidigare: - Helena Höij - Ingvar Svensson - Liza-Maria Norlin - Magnus Jacobsson - Michael Anefur - Peter Althin - Sven Brus - Ulrik Lindgren - Åke Carnerö Andra politiker: - Conny Brännberg - David Lega - Erik Slottner - Henrik Ehrenberg - Larry Söder - Magnus Berntsson - Maria Fälth - Monica Selin |
| Mats Odell     | 30 april 1947 (64 år) Värnamo, Sverige     | Ledamot av Sveriges riksdag (1991–), Gruppledare för Kristdemokraterna (2010–), Andre vice partiordförande (2004–), Sveriges kommunminister (2006–2010), Sveriges bostadsminister (2006–2010), Sveriges finansmarknadsminister (2006–2010), Sveriges kommunikationsminister (1991–1994). | 2 oktober 2011   | [ 5 ] [ 6 ] |              | Riksdagsledamöter: Nuvarande: - Annelie Enochson - Roland Utbult - Tuve Skånberg Andra politiker: - Aron Modig - Bengt Germundsson - Ebba Busch Övriga: Individer: - Jonathan Ekman - Lars Adaktusson |
| "Framtidstro"  | 30 april 1947 (64 år) Värnamo, Sverige     | Ledamot av Sveriges riksdag (1991–), Gruppledare för Kristdemokraterna (2010–), Andre vice partiordförande (2004–), Sveriges kommunminister (2006–2010), Sveriges bostadsminister (2006–2010), Sveriges finansmarknadsminister (2006–2010), Sveriges kommunikationsminister (1991–1994). | 2 oktober 2011   | [ 5 ] [ 6 ] |              | Riksdagsledamöter: Nuvarande: - Annelie Enochson - Roland Utbult - Tuve Skånberg Andra politiker: - Aron Modig - Bengt Germundsson - Ebba Busch Övriga: Individer: - Jonathan Ekman - Lars Adaktusson |

### Tillbakadragna kandidaturer
| Namn         | Född                                   | Bakgrund                   | Tillkännagivande | Tillbakadragande | Ref.   | Stöd                                             |
| ------------ | -------------------------------------- | -------------------------- | ---------------- | ---------------- | ------ | ------------------------------------------------ |
| Marcus Birro | 15 juni 1972 (39 år) Göteborg, Sverige | Författare och journalist. | 2 oktober 2011   | 3 oktober 2011   | [ 11 ] | Riksdagsledamöter: Nuvarande: - Mikael Oscarsson |

### Avböjde att kandidera
- Acko Ankarberg Johansson - Kristdemokraternas partisekreterare (2010–).[13]
- Lars Adaktusson (obunden) - journalist.[14]

### Opinionsundersökningar
| Opinionsinstitut    | Period            | Urval     | Acko Ankarberg Johansson | Mats Odell | Ingen/ Annan/ Obestämd |
| ------------------- | ----------------- | --------- | ------------------------ | ---------- | ---------------------- |
| Sveriges Television | 27 september 2011 | (KD): 118 | 29%                      | 14%        | 57%                    |

#### Stöd för Hägglund
| Opinionsinstitut    | Period            | Urval     | Stöd för Göran Hägglund | Stöd för Göran Hägglund | Stöd för Göran Hägglund |
| Opinionsinstitut    | Period            | Urval     | Positivt                | Negativt                | Neutral                 |
| ------------------- | ----------------- | --------- | ----------------------- | ----------------------- | ----------------------- |
| Sveriges Television | 27 september 2011 | (KD): 118 | 56,5%                   | 27,9%                   | 15,6%                   |

## Politiska positioner
| Kandidat       | Avskaffa pappamånaderna | Gårdsförsäljning av alkohol | Avskaffa värnskatten | Samvetsfrihet i abortfrågan | Inrätta ett svenskt FBI | Ref.   |
| -------------- | ----------------------- | --------------------------- | -------------------- | --------------------------- | ----------------------- | ------ |
| Göran Hägglund | Inte aktuellt           | Ja                          | Inte aktuellt        | Nej                         | Nej                     | [ 16 ] |
| Mats Odell     | Ja                      | Nej                         | Ja                   | Ja                          | Ja                      | [ 16 ] |